# Bocchoris junctifascialis
Bocchoris junctifascialis là một loài bướm đêm trong họ Crambidae.